# Безжична комуникация
Безжичните комуникации представляват предаване на информация между две (point-to-point – P2P) или повече (point-to-multipoint – P2MP) точки без кабел, чрез използване на безжична технология за информационен и комуникационен обмен. По това те се различават от жичните комуникации при които се използват технологии за жичен информационен и комуникационен обмен чрез проводна връзка, като напр. телефонна линия (цифрова телефонна линия xDSL на меден чифт), кабелна телевизия (по коаксиален или оптичен кабел), жичен интернет достъп (Ethernet на меден или оптичен проводник, PON на комбиниран оптичен-коаксиален и др.), оптична линия (FTTx, RF върху фибро-опткика и т.н.).
Най-разпространената безжична комуникация е радио комуникацията, която се осъществява чрез радиовълни, разпространяващи се в ефира. Те могат да бъдат с различна дължина: от ултракъси сантиметрови вълни за радиолокация и космическа връзка, дециметрови и метрови за телевизия до дълги и свръхдълги мириаметрови вълни за радионавигация. Обхватът на използваната честота може да варира от няколко херца (ниска честота) до няколкостотин терахерца (видима светлина) в зависимост от приложението и използваната технология. Методите за безжично предаване се използват предимно в области, в които кабелните базирани технологии за предаване не могат да се използват или са твърде скъпи, например сателитна комуникация или радиореле. Допълнителни приложения могат да бъдат намерени в развлекателната електроника, както и в индустриалния сектор. Това включва различни видове фиксирани, мобилни и преносими устройства, включително комуникационно радио (като например уоки-токи, на английски: walkie-talkie), клетъчни телефони, персонални дигитални асистенти (PDA устройства) и безжична мрежа. Други примери за приложение на безжичната радиотехнология включват единици на глобалните навигационни системи за позициониране Galileo, ГЛOНAСС и GPS, устройства отварящи гаражни врати, безжична компютърна мишка, компютърна клавиатура и телефонни слушалки, слушалки, радиоприемници, сателитна телевизия, ефирна телевизия и безжичен телефон. Добре известни примери са Bluetooth, WLAN, ZigBee, NFC, Wibree или WiMAX в радиочестотния диапазон, както и IrDA, оптично радиореле (FSO) и LiFi в инфрачервения или оптичния честотен диапазон.